# Hoffmannia hamelioides
Hoffmannia hamelioides là một loài thực vật có hoa trong họ Thiến thảo. Loài này được Standl mô tả khoa học đầu tiên năm 1925.